# Piestophilus carribeanus
Piestophilus carribeanus är en mångfotingart som först beskrevs av Chamberlin 1915.  Piestophilus carribeanus ingår i släktet Piestophilus och familjen storjordkrypare. Inga underarter finns listade i Catalogue of Life.